# Corpus Christi (miasto)

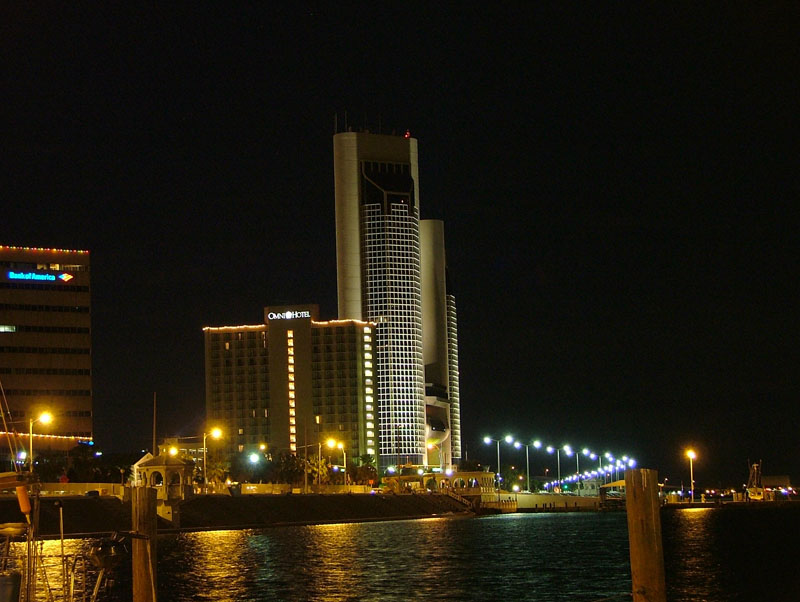
Centrum miasta Corpus Christi nocą

Corpus Christi – miasto w południowej części Stanów Zjednoczonych, w stanie Teksas, w hrabstwie Nueces, nad Zatoką Meksykańską. Siedziba władz hrabstwa. Według spisu z 2020 roku liczy 317,9 tys. mieszkańców. Nazwa znaczy po łacinie Ciało Chrystusa.
W mieście znajdują się:
- rafinerie ropy naftowej.
- port morski (piąte miejsce pod względem wielkości przeładunków w Stanach – ponad 82 miliony ton w 2010).
- baza lotnicza amerykańskiej Marynarki Wojennej – Naval Air Station Corpus Christi.
- Texas A&M University-Corpus Christi.
- jachtowa Przystań Miejska, w której zacumowano replikę karaweli Kolumba Niña.
- okręt muzeum, lotniskowiec USS Lexington, zacumowany w Zatoce Corpus Christi.
- muzeum morskie (Texas State Aquarium).
- hotele i ośrodki turystyczne.

Miasto zajmuje północną część najdłuższej wyspy barierowej świata Padre oraz część wyspy Mustang gdzie można spotkać żółwia zatokowego. Wyspy mają ogólnodostępne plaże.

## Gospodarka
W mieście rozwinął się przemysł rafineryjny, chemiczny, szklarski, spożywczy oraz hutniczy.

## Demografia
Według danych z 2019 roku 89,6% mieszkańców stanowiła ludność biała (29,3% nie licząc Latynosów), 4,2% to Afroamerykanie, 2,3% to Azjaci, 1,7% miało rasę mieszaną i 0,2% to rdzenna ludność Ameryki. Latynosi stanowili 63,4% ludności miasta.
Większość populacji miasta stanowią osoby pochodzenia meksykańskiego (59,5%). Do innych większych grup należą osoby pochodzenia niemieckiego (22,5 tys.), irlandzkiego (15 tys.), angielskiego (11 tys.) i „amerykańskiego” (8,6 tys.). Liczbę osób pochodzenia polskiego oszacowano na 3835 osób.

## Religia
W 2010 roku do największych grup religijnych obszaru metropolitalnego Corpus Christi należały:
- Kościół katolicki – 136 806 członków w 55 kościołach
- Południowa Konwencja Baptystów – 49 499 członków w 140 zborach
- ewangelikalizm bezdenominacyjny – 19 806 członków w 55 zborach
- Zjednoczony Kościół Metodystyczny – 11 287 członków w 25 zborach

## Urodzeni w Corpus Christi
- Eva Longoria (ur. 15 marca 1975), aktorka i modelka[6]
- Farrah Fawcett (1947–2009), aktorka, producentka telewizyjna i filmowa, modelka
- Larry Norman (1947–2008), muzyk i kompozytor
- David Freese (ur. 28 kwietnia 1983), baseballista
- Danny Lohner (ur. 13 grudnia 1970), muzyk, instrumentalista
- Kevin Abstract (ur. 16 lipca 1996), amerykański raper, piosenkarz, autor tekstów i reżyser.

## Miasta partnerskie
- Agen (Francja)
- Yokosuka (Japonia)
- Keelung (Tajwan)